# Tess Mercer
Tess Mercer, nacida como Lutessa Lena Luthor, es un personaje ficticio de las series de televisión Smallville, interpretada por Cassidy Freeman. Éste se pensaba era un personaje totalmente nuevo introducido por los creadores de Smallville aunque en un principio tomaron base en las asistentes de Lex en las películas de Superman Miss Tessmacher y de la serie animada Mercy Graves, de allí su nombre, se revela en la décima y última temporada que Tess es en realidad Lena Luthor, medio hermana de Lex.
En la serie es la mujer que deja Lex Luthor encargada de todas sus posesiones e investigaciones, Tess llega a Smallville en busca de pistas de Lex, primero tiene un encuentro con Oliver Queen y su liga en el ártico. Tess es un personaje muy enigmático que quiere hacerse amiga de Clark Kent así como lo hizo Lex, aunque desconfía de él, Tess encuentra en el ártico el cristal madre que puede reconstruir la Fortaleza de la Soledad y lo usa para hallar una respuesta sobre la desaparición de Lex pero con este llama a Maxima quien la ataca y le nombra Kriptón algo que deja muy intrigada a Tess, quien busca la ayuda de Chloe Sullivan y de sus poderes para que la ayude con el artefacto. Su personaje está basado en el personaje clásico de Superman, Eve Teschmacher.

## Octava temporada
Cuando Chloe accede por petición de Clark se lo roba alguien llamado X (presublemente Lex) quien le dice que aún no está lista. Tess en el pasado tuvo una relación con Oliver, pues fueron secuestrados por narcotraficantes en una isla donde Oliver aprende a usar el arco y la flecha y los saca de allí; después tuvieron una relación que terminó en enemistad y ahora Oliver desconfía de Tess por estar asociada con Lex. En el pasado también, Tess era una bióloga marina pero la ambición y la confianza ciega por Lex la encamina al lado oscuro. Tess usa algunos de los fenómenos de Black Creek, para averiguar quién tiene el cristal y su sospechosa es Lois Lane, y usa a un hombre llamado Sebastián que con tocar a las personas puede ver su pasado para ver que fue lo último que hicieron. Cuando Faora posee a Lois ésta tiene un enfrentamiento con Tess, y por conseguir información le miente y es atacada por Faora. En el transcurso de la temporada intimida mucho a Clark sobre su secreto y la desaparición de Lex, lo que confunde a Clark sobre si ella sabe o no su secreto, Oliver es amante y enemigo de Tess como Oliver y Green Arrow.
Cuando Lana vuelve le revela a Tess que Lex la estaba usando y ella, herida, desconecta la cámara que tenía instalada en su ojo y le dice a Lex que lo ama, y lo declara muerto ante el mundo y hace una tregua con Green Arrow; ante la desaparición de Lana, Tess le cuenta a Clark la verdadera razón por la que Lana se marchó solo dejando un video cuando despertó de su coma. Tess entra en su lado oscuro y mata a uno de los antiguos asistentes de Lex: Reegan y decidida hace todo lo posible para que Lex no se recupere. Como sabe que Lana intenta usar el proyecto Prometheus, intenta asesinarla pero Clark se lo evita, temiendo que Lana intentase huir pero ella llega a la mansión y le dice que ella es una buena mujer y que no quiere que su venganza por Lex le haga lo mismo que a ella. Después de la muerte de Lex, Tess quiere que Clark le revele su secreto y pone una bomba en su jet privado en el que va con Clark a una conferencia en Los Ángeles, pero Clark se cerciora de que pierda el conocimiento y sale saltando con ella del avión. Tess encuentra el diario de Lionel Luthor en el que dice lo que en verdad pasó en la lluvia de meteoritos, 2 chicos aterrizaron ese día Clark Kent (el viajero) y Davis Bloome. Tess ataca a Davis para probar que es invencible y le cuenta su verdadera historia y le dice que él está destinado a matar al viajero en una batalla épica y le refresca la memoria que había perdido de su infancia; Davis, en un ataque de ira, la ataca y en el hospital también le dice a Clark de Davis y que se tienen que matar el uno al otro. Tess ya sabe toda la verdad sobre Clark y también posee el orbe con el cual se puede controlar al viajero.
Siguiendo los pasos de Lex, forma un equipo con fenómenos de meteorito que reclutó con mentiras y engaños, la Liga de la Injusticia, integrada por Plastique, Parásito, Neutrón y Livewire, para que atraparan a Davis Bloome y a Chloe; también recluta a su asistente Eva Green, que cambia de forma, y le ordena que tome la apariencia de Chloe y engañe a Clark para robarle el cristal madre, pero cuando los villanos empiezan a morir en extrañas condiciones, Plastique y Parásito toman represalias contra Tess, quien estaba con Oliver en ese momento pues este planeaba robarle kriptonita negra. Clark y Oliver salvan a Tess de la muerte y esta le dice a Clark que ya sabe su secreto y tienen una conversación sobre que Clark es un mesías alienígena; de vuelta a la mansión el orbe está brillando y le pregunta a Tess si Kal-Él está listo y ella dice que hizo lo que le pidió: que el cristal está destruido; la voz le dice que ella será quien salve Kandor y que la profecía esta por cumplirse y una onda la acoge. Cuando Tess llega a la mansión descubre que alguien le robó el orbe y va al Daily Planet donde ve a Lois mirando en su computador y piensa que ella tiene el orbe, discuten y se pelean. Lois deja inconsciente a Tess, cae al piso y desaparece con un anillo de la Legión de Superhéroes dejando tirada a Tess en el suelo. En la mansión Tess despierta y ve un resplandor en los pasillos, abre la puerta de la azotea y el orbe está en el piso brillando, se abre una grieta en el suelo y sale una figura humana sosteniendo el orbe y en el piso se forma el símbolo de Zod; Tess queda asombrada y la temporada termina, con una imagen del símbolo de Zod y de la figura en el medio.

## Novena temporada
En la novena temporada, Tess aparece siendo rehén de varios hombres de Kriptón, después se sabe que así lo quiso y que sus guardaespaldas no intervinieran en el asunto. Tess se preocupa en esta temporada por Oliver que cada cae vez más en su lado oscuro y también está interesada en los planes del corazón de meteorito de Metallo que se lo da al Juguetero así como en donde estuvo Lois en su 4 semanas de desaparecida descubriendo que en el futuro ella se aliara con Zod y será asesinada por Chloe, en el transcurso de la temporada Tess se alía con Zod y finalmente terminan teniendo una relación sentimental, basada en sexo, se revela que Tess es una agente de Checkmate y que trabaja para Amanda waller, cuando descubre que Oliver es Green Arrow, Tess deja Checkmate pero huye de Amanda waller y sus hombres ya que la única forma de dejar la organización es muriendo, así que desaparece del mundo público por un tiempo, Tess intenta redimirse y traiciona a Zod, intentando salvar su vida encuentra la ubicación de Watchtower e ingresa en ella en donde tiene una pelea con Chloe, allí Chloe se da cuenta de que Tess tiene un chip rastreador y que los agentes de Checkmate van hacia ellas, Chloe le aplica a Tess una corriente de alto voltaje lo que le para su corazón y después de dudarlo la revive y así Tess escapa de Checkmate ya que la creen muerta, Tess y Chloe ven que son muy parecidas, el objetivo final del corazón de Metallo se ve revelado ya que se volvió a hacer pero con kryptonita roja y Metallo fue revivido, Tess y Chloe se unen para encontrar a Metallo y salvar a clark en la fortaleza, en el final de la temporada Tess va a la fortaleza y se enfrenta con Zod lo golpea con kryptonita pero en un descuido Zod la ataca con su visión calorífica quemándole varias partes del cuerpo, Clark va en busca de Zod a la fortaleza descubre el cuerpo de Tess y la lleva al hospital, una Tess agonizante con el rostro quemado le dice a Clark el paradero del panel  donde puede insertar el libro de RAO, después Tess tiene un ataque por sus serias quemaduras y muere, una extraña anciana entra en la habitación donde yace el cuerpo sin vida de Tess y cierra la puerta.

## Décima temporada
En la décima temporada de la serie, Tess despierta en los laboratorios de Cadmus sin ningún rastro de las quemaduras en su cuerpo, allí descubre cuerpos deformes de Lex y es atacada por un clon anciano de Lex que intenta matarla pero Clark la salva, antes de dejar Cadmus descubre un clon de Lex niño y lo lleva a la mansión con el objetivo de cuidarlo y de hacer de él un mejor hombre que lo que fue el verdadero lex, pero falla en su misión ya que Alexander crece rápidamente pasando de tener 5 años a 9 en 4 semanas y empiezan a nacer en su interior oscuros sentimientos y recuerdos de la amistad del verdadero Lex con Clark, Tess destruye la cura que parara el crecimiento de Alexander porque se da cuenta de que la maldad ha nacido en él y manda a que lo encierren, Alexander se rapa sus rizos pelirrojos, ahora es el verdadero Lex y muestra su obsesión con el borrón en varios dibujos que tiene de él, Tess es invitada por Clark a hacer parte de watchtower en la ausencia de Chloe, pero Oliver no se siente tan a gusto con Tess ya que no confía en ella, Tess salva la vida de Oliver y de Clark ganándose la confianza de los 2 y en acción de gracias comparte un momento de amistad con Oliver. Tess empieza a tener sueños de su infancia en la que tiene una caja musical de la que sale una canción que se le hace familiar, la pequeña Tess intenta huir de allí pero es sorprendida por una mujer que la arrastra por el piso, Tess despierta y la canción empieza a sonar y descubre la caja musical en la mansión con una nota que dice feliz cumpleaños Tess, sus investigaciones la llevan a ella y a Clark a un orfanato de niñas dirigido por una anciana llamada Abuela Bondad, allí Tess descubre que ella estuvo en ese orfanato cuando pequeña bajo el cuidado de la abuela pero no recuerda nada de su estancia en el lugar ya que la abuela le borró la memoria. Abuela Bondad le revela que ella le dejó la caja musical en la mansión y que fue quien la revivió en los laboratorios Cadmus y además que siempre fue su favorita y que tiene grandes planes para ella en la guerra que se avecina, Tess intenta escapar pero abuela la ataca, cuando intenta salir Harriet una de las chicas huérfanas quien ha sido entrenada por Abuela Bondad y ha sido convertida en una luchadora que mata sin remordimientos ataca a Tess ella se defiende y es salvada por Clark huyendo del orfanato Abuela Bondad también desaparece con sus furias femeninas, Tess encuentra su acta de nacimiento que revela que es media hermana de Lex Luthor, sus padres son Lionel Luthor y Pamela Jenkins y que su nombre de pila era Lutessa Lena Luthor y su cumpleaños era ese 12 de noviembre. Tess ayuda a Clark, Oliver y Aquaman en la destrucción de los cuarteles de tortura de la VRA y une fuerzas con Lois para cumplir esta misión, en Watchtower Tess le da la bienvenida a Lois como un miembro más. En el último capítulo de la serie 10x21 Finale, Tess muere apuñalada por su hermano Lex Luthor en Luthorcorp, pero antes hace que Lex Luthor pierda la memoria con una neurotoxina, haciendo su última buena obra para redimirse y ayudar a Clark Kent. Tess aparece viva en la temporada 11 de Smallville. (Recordemos que esta temporada es producida a través de Comics).
- Datos: Q1451047